# Marc Antoni Aldana
Marc Antoni Aldana   (Tortosa, abril 1529 - Tortosa, c. 20 de gener de 1591) fou un militar, poeta i humanista català.
Fou el fill primogènit de Joan Aldana, i seguí la carrera militar de son pare. En atenció als mèrits d'aquest, que havia participat personalment en la captura de Francesc I de França en la batalla de Pavia, Felip II concedí a Marc Antoni i als seus germans, el 1566, una renda vitalícia de cent escuts. El 1585, quan Felip II passà per Tortosa després de celebrar corts a Montsó, Marc Antoni li regalà l'espasa i la daga que son pare havia arrabassat en aquella ocasió al rei francés, i el sobirà, en agraïment, el beneficià el 1589 amb una renda de dos-cents ducats anuals sobre la batlia de València, ciutat on la família dels Aldana s'havia establert d'ençà del 1526.
Marc Antoni freqüentà els cercles literaris valencians de la segona meitat del segle xvi, entre els quals arribà a gaudir d'un gran prestigi com a literat. Ho indica el fet d'haver estat proposat per Antoni Folch de Cardona al Consell de la Inquisició com el més indicat per a encomanar-li una traducció esporgada de les obres polítiques de Maquiavel, «por ser muy gran latino y italiano, y muy cortado en hablar la lengua española y saber también muchas cosas de las que trata el dicho Maquiavelo», proposta que finalment no es dugué a terme. Però la seua activitat poètica fou totalment oblidada en els segles posteriors, i avui a penes se'n té notícia per les al·lusions d'altres autors coetanis i per les escasses mostres disperses en els llibres dels seus amics: un sonet laudatori al final de la primera part de la Carolea de Jeroni Sempere i dues o tres composicions més d'atribució insegura. Els elogis que li dedicaren Timoneda i Gil Polo, sobretot els d'aquest darrer, que l'esmenta només pel cognom i el qualifica de divino en les estrofes finals del «Canto del Turia» inclòs en la seua Diana enamorada (1564), on parla dels poetes valencians més celebrats en el seu temps, dugueren alguns erudits, com ara Mariner i Maians, a confondre'l amb el poeta d'origen extremeny Francisco de Aldana, suposant erròniament que aquest era nascut a València i parent dels Aldana tortosins. Aquest error, propagat després per Ximeno, persistí fins a ben avançat el segle xx, quan finalment restà ben establerta la filiació d'ambdós personatges.